# Антисемитизм в Испании
Антисемитизм в Испании — нетерпимость, выражающаяся во враждебном отношении к евреям как к этнической группе или к иудеям как к религиозной группе, их преследовании по этническому или религиозному признаку на территории Испании.

## История
Первые преследования евреев на территории Пиренейского полуострова связаны с распространением христианства. В соответствии с постановление церковного собора в Эльвире примерно в 305 году была введена сегрегация евреев и христиан. III Толедский церковный собор в 589 году постановил крестить детей от смешанных еврейско-христианских браков, а при короле Сизебуте в 613 году тысячи евреев, отказавшихся принять христианство, были изгнаны из Испании.
Евреи в оккупированной мусульманами Испании, Аль-Андалус, получили статус дхимми и несмотря на вспышки насилия, такие как резня в Гранаде в 1066 году, им была предоставлена возможность исповедовать свою религию в обмен на соблюдение определённых условий, которые ограничивали их права в сравнении с правами мусульман.
После вторжения Альморавидов (XI век) положение еврейского населения на мусульманской территории ухудшилось и во время нашествия Альмохадов на полуостров многие евреи бежали в северные христианские царства, Левант и Африку.
В 1492 году, в соответствии с указом Альгамбры, король Фердинанд и королева Изабелла приказали изгнать из страны 800 тысяч евреев и тем самым положили конец крупнейшей и самой выдающейся еврейской общине в Европе. Принудительное крещение в конечном итоге привело к появлению феномена конверсос (Марраны), инквизиции и уставов «чистоты крови» за пять столетий до принятия закона о гонениях в нацистской Германии.
Согласно генетическим исследованиям биологов Лестерского университета в Англии и Университета Пумпеу Фабра в Барселоне, проведённым в 2008 году, 20 % населения Испании имеет еврейские корни по мужской линии, что говорит о высоком уровне обращений евреев в католичество.
С конца девятнадцатого века евреи воспринимались как заговорщики, наряду с понятием международного еврейского заговора. После советской революции и основания Коммунистической партии Испании в 1920 году такие «анти-испанские силы» были в первую очередь отождествлены с «деструктивным коммунистическим вирусом», который часто считался ориентированным на евреев.
Во время Гражданской войны в Испании союз между фракцией Франко и нацистской Германией положили начало возникновению антисемитизма среди испанских правых. Именно в 1960-х годах появились первые испанские неофашистские и неонацистские группы, такие как CEDADE. Позже испанские неонацисты попытались использовать антисемитский дискурс, чтобы объяснить политический переход к демократии (1976—1982) после смерти генерала Франко. Он опирался на те же идеи, которые были высказаны в 1931 году, когда была провозглашена Вторая Испанская Республика, — что политические поворотные моменты можно объяснить в результате различных «интриг». С 1948 по 1986 год Израиль не был признан Испанией и между странами не существовало дипломатических отношений. В 1978 году евреи были признаны полноправными гражданами Испании. В 2003 году еврейская община в Испании насчитывала от 20 до 40 тысяч человек, составляя тем самым не более 0,1 % населения Испании. Большинство проживает в крупных городах Испании на Иберийском полуострове, в Северной Африке или на островах.
Тем не менее многие из предрассудков, культивировавшихся во времена Франко, сохранились в XXI веке. Исходя из того факта, что почти все испанцы являются католиками, а Испания по-прежнему остается одной из самых однородных стран Запада, испанская юдофобия отражает национальную одержимость религиозным и этническим единством, которая основана на концепции воображаемого «внутреннего врага», падения католической религии и традиционного социального порядка.

## Анализ данных
|                                   | 2009 | 2010 | 2011 |
| --------------------------------- | ---- | ---- | ---- |
| Интернет                          | -    | 1    | 2    |
| СМИ                               | 10   | 3    | 7    |
| Нападения на имущество            | 4    | 1    | 2    |
| Нападения на людей                | 5    | 4    | 2    |
| Тривиализация Холокоста           | -    | 1    | 3    |
| Делегитимизация Израиля           | -    | -    | 5    |
| Инциденты                         | -    | 1    | 1    |
| Подстрекательство к антисемитизму | -    | 1    | 2    |
| Юридические решения               | -    | 6    | -    |
| Всего                             | 19   | 12   | 30   |

Опросы 1980-х и 1990-х годов показали, что испанский образ евреев был амбивалентным: уничижительные стереотипы, такие как скупость, предательство и деицид, контрастируют с позитивными оценками, такими как их трудовая этика и чувство ответственности.
В 1998 году опрос, проведенный среди 6000 студентов в 145 испанских школах, показал небольшое увеличение расистских настроений по сравнению с 1993 годом — 14,9 процента «изгнали бы евреев» по сравнению с 12,5 процента в 1993 году.
Весной 2002 года во многих странах-членах ЕС, в том числе в Испании, произошла волна антисемитских инцидентов, начавшаяся с выступлений в поддержку «Аль-Акса-Интифада» в октябре 2000 года и подпитывавшаяся конфликтом на Ближнем Востоке. В течение первой половины 2002 года рост антисемитизма достиг кульминации в период с конца марта до середины мая, параллельно с эскалацией ближневосточного конфликта.
Согласно исследованию, опубликованному Исследовательским центром Пью в Вашингтоне в сентябре 2008 года, почти половина всех испанцев имеют отрицательные взгляды на евреев, что свидетельствует о том, что Испания является одной из самых антисемитских стран в Европе. По словам Пью, 46 % испанцев относились к евреям отрицательно, более чем в два раза больше, чем 21 % испанцев с подобными взглядами в 2005 году. Испания также была единственной страной в Европе, где негативные взгляды на евреев перевесили позитивные взгляды; только 37 % испанцев положительно относились к евреям.
В сентябре 2009 года «Антидиффамационная лига» опубликовала специальный отчет под названием «Загрязнение общественной площади: антисемитский дискурс в Испании». Вслед за докладом национальный директор лиги Авраам Фоксман сказал: «Мы глубоко обеспокоены активизацией антисемитизма в Испании, большим количеством публичных выражений и более широким общественным восприятием классических стереотипов. Среди основных европейских стран только в Испании мы наблюдаем жестокие антисемитские карикатуры в основных средствах массовой информации, а уличные протесты, в которых Израиль обвиняется в геноциде, а евреи подвергаются оскорблениям и сравниваются с нацистами […] Мнения в Испании пересекают линию, отделяющую законную критику израильтян от антисемитизма, и результаты очевидны. Наш опрос показывает тревожный рост антисемитских настроений».
| Trends in Anti-Semitic Attitudes in Spain |
| --- |
| Процент ответов «вероятно верно» |
| 10 20 30 40 50 60 70 80 Евреи более преданны Израилю, чем этой стране У евреев слишком много власти в мире бизнеса У евреев слишком много власти на международных финансовых рынках Евреи все еще слишком много говорят о Холокосте - 2002 - 2004 - 2005 - 2007 - 2009 - 2012 |

Согласно «Отчету о антисемитизме в Испании в 2010 году», который был совместно подготовлен Обсерваторией по антисемитизму в Испании и неправительственной организацией под названием «Движение против нетерпимости» в 2010 году, Испания погрязла в наихудшем экономическом спаде в своей современной истории, став одной из самых антисемитских стран в ЕС. Согласно опросу, проведенному по заказу испанского министерства иностранных дел, 58,4 % испанцев считают, что "евреи были могущественными, потому что они контролировали экономику и средства массовой информации, что составило 62,2 % среди студентов университетов и 70,5 % среди тех, Интересующихся политикой ". Более 60 % студентов из университетов Испании заявили, что не хотят иметь одноклассников-евреев. По другим данным опроса более трети (34,6 %) испанцев имели неблагоприятное или абсолютно неблагоприятное мнение о евреях. Антисемитизм был более распространен среди левых, чем среди правых. 34 % правых сказали, что они враждебно относятся к евреям, в то время как 37,7 % из левоцентристов были враждебны к евреям. Сочувствие к евреям среди крайне правых (4,9 по шкале от 1 до 10) выше среднего для населения в целом (4,6). Среди тех, кто признал в себе «антипатию к еврейскому народу», только 17 %, что было связано с «конфликтом на Ближнем Востоке». Почти 30 % опрошенных сказали, что их неприязнь к евреям связана с «их религией», «их обычаями» и «их образом жизни», в то время как в начале 20 % испанцев сказали, что им не нравятся евреи, хотя они не знают почему.
В 2010 году Casa Sefarad-Israel решила провести подробное социологическое исследование (как качественное, так и количественное), со следующими основными целями:
- Чтобы определить степень антисемитизма в Испании
- Изучить его происхождение
- Чтобы диагностировать его интенсивность

Качественное исследование показало, что наблюдается снижение традиционных антисемитских настроений, которые все ещё присутствуют в некоторых секторах, и увеличение числа лиц политического и / или экономического типа. Согласно количественному исследованию, в апреле 2010 года 34,6 % испанского населения выразили неблагоприятное мнение о евреях, а 48 % выразили положительное мнение о евреях. Неблагоприятное отношение к евреям было на том же уровне, что и отношение к другим группам, в том числе к православным и протестантам. Как источник проблем в Испании евреи считались на одном уровне с католиками. Результаты сегментации исследуемой популяции подтвердили существование довольно однородных отношений — как благоприятных, так и неблагоприятных — для всех религиозных групп в целом, а не какого-либо дифференцированного мнения в отношении евреев. Среди причин, по которым респонденты высказывали неблагоприятное отношение к евреям, 17,5 % указали на роль Израиля в ближневосточном конфликте, а 31,3 % указали на этот фактор как причину, по которой евреи воспринимаются как создающие проблемы в мире. Эти результаты подтвердили, что значительная часть отрицательной оценки евреев и еврейства среди испанского населения была связана с предполагаемой ассоциацией между евреями как религиозной группой и государством Израиль и его политикой. Среди причин, на которые ссылаются те, кто считает евреев создающими проблемы в Испании, наиболее значимой (цитируется 11,4 % респондентов) была связь с вопросами, которые характерны для иммиграции в целом. Это подтвердило, что часть населения Испании рассматривала евреев как чуждую группу, и распространила свое отрицательное восприятие этой группы на разницу в целом, как по своему происхождению, так и по своей религии. Что касается мнений относительно Израиля и Ближнего Востока, то как Израиль, так и Палестина были восприняты неблагоприятным образом большинством исследуемого населения. Что касается восприятия ближневосточного конфликта, 67,2 % опрошенных считали обе стороны в какой-то степени ответственными. Аналогичным образом, вопросы ближневосточного конфликта дали большинство результатов, четко признающих легитимность Государства Израиль.

## Антисемитизм в СМИ
Некоторые важные элементы отличают испанские СМИ от европейских аналогов:
1. Однородность мнения по идеологическим вопросам. Есть несколько писателей, которые последовательно выходят за рамки стереотипов или осуждают манипуляции.
Антиамериканизм. Уровень интенсивности был выше в Испании из-за роли бывшего премьер-министра Азнара в войне в Ираке по сравнению с антибушской и антивоенной политикой социалистического правительства.
2. Интенсивность. Антисемитский дискурс в испанских СМИ имеет долгую историю и достигает уровней интенсивности, которые считались бы недопустимыми в других странах Европы. Следует упомянуть, что, столкнувшись с обвинениями в антисемитизме, журналисты, а также редакторы и комментаторы в прессе обычно отрицают это, заявляя, что они «справедливо критикуют» политику Израиля.
В течение последнего десятилетия исторические католические антисемитские стереотипы возвращались в средства массовой информации, когда речь шла об освещении событий на Ближнем Востоке. Средневековые антисемитские тропы, укорененные в религиозной традиции, время от времени возникали в представлении израильско-арабского конфликта в массовой прессе. В годы Второй интифады и во время войны в Ливане в 2006 году в испанских газетах и журналах были опубликованы карикатуры, в которых израильтяне, Израиль в целом, или еврейские символы были связаны с убийством детей, темами мести и жестокости.
3. Антииудейские образы. Аналогичным образом это сливается с новыми стереотипами, такими как обвинения в сеянии беспорядка, покорении других и аналогии между израильтянами и нацистами — иногда посредством прямых сравнений, в то время как в других случаях посредством косвенных сравнений, ссылаясь на «палестинский Холокост» или проводя аналогию между Газа и концентрационными лагерями или гетто. Например, 23 апреля 2002 года журнал El Jueves (четверг) показал на своей первой странице карикатуру на бывшего премьер-министра Израиля Ариэля Шарона с лицом свиньи, шапкой в виде черепа, свастикой и надписью «Это дикое животное».
Пример антисемитизма в испанских СМИ — это публикация 17 500 антисемитских твитов после победы «Маккаби», израильской баскетбольной команды, в Тель-Авиве, в Евролиге 18 мая 2014 года. Испанские антисемиты создали в своем послании ругательный антиеврейский хештег после матча, который на короткое время стал одним из самых популярных ключевых слов в Twitter в Испании. Двенадцать еврейских ассоциаций подали жалобу в суд, увидев ссылки в некоторых сообщениях о лагерях смерти и массовые убийства евреев в Холокосте. Организации выделили пять человек, у которых были идентифицированы их настоящие имена в Твиттере, обвинив их в «подстрекательстве к ненависти и дискриминации» — преступлении, наказуемом в Испании тюремным заключением сроком до трех лет.